# 斐川町農業協同組合
斐川町農業協同組合（ひかわちょうのうぎょうきょうどうくみあい、通称JA斐川町）は、島根県出雲市斐川町荘原に本所を置いていた農業協同組合。

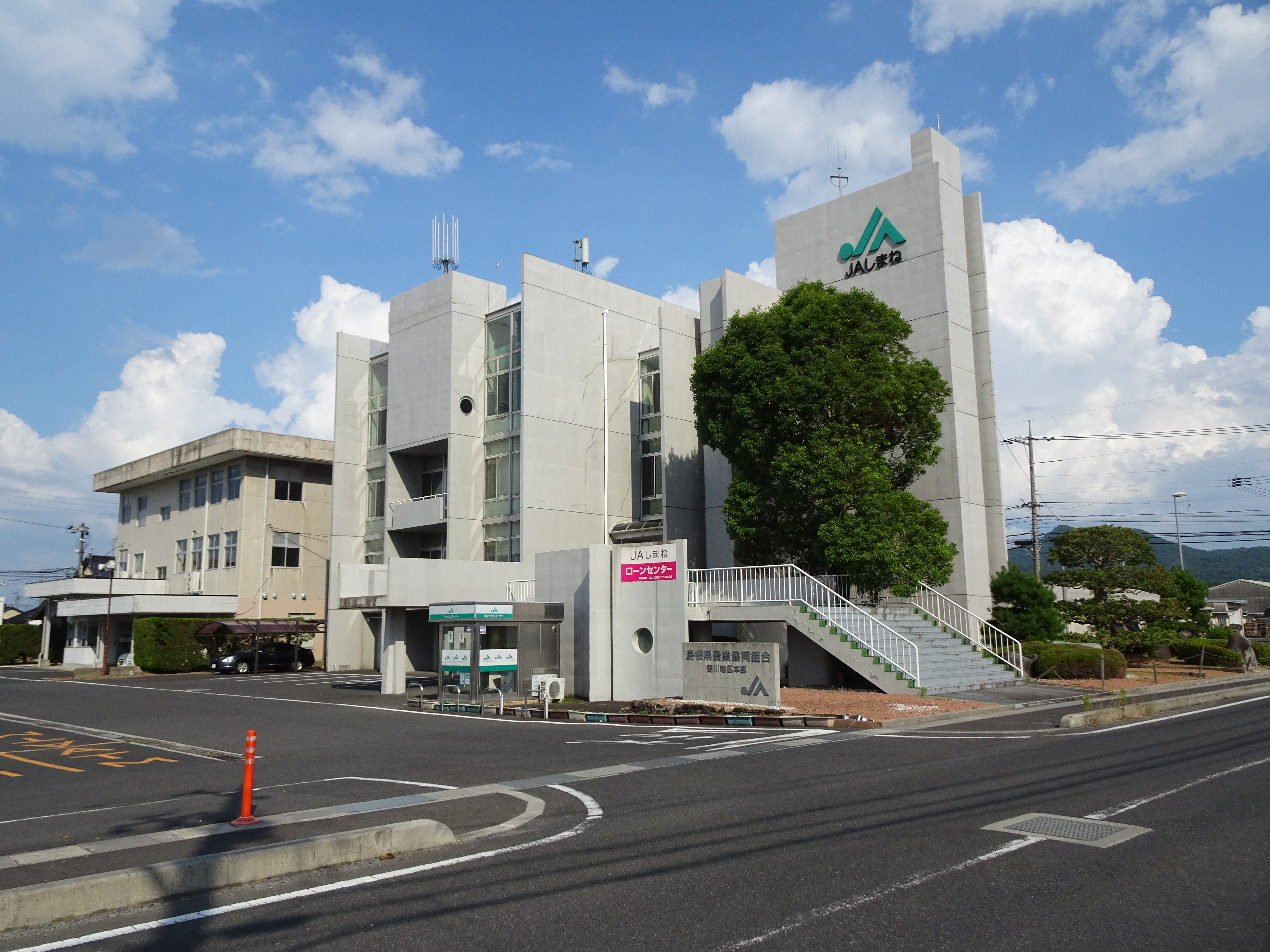
斐川町農業協同組合（現：島根県農業協同組合斐川地区本部）

## 概要
ATMでは、島根県内のJAバンクのカードは稼働時間内の終日において、また三菱東京UFJ銀行（現・三菱UFJ銀行）のカードは平日のみにおいて、それぞれ自行扱いとなっていた。
2015年3月1日をもって島根県の他の農業協同組合と合併し、島根県農業協同組合となり、現在はJAしまね斐川地区本部（信用事業の口座店としては、斐川支店）なっている。
2011年に出雲市に編入合併されるまでは、斐川町から指定金融機関とされており、合併後は、元から出雲市の指定金融機関であったいずも農業協同組合と事実上同列とはなったが、規定上、出雲市の指定代理金融機関となっていた。
島根県農業協同組合（JAしまね）となってからもこの流れが継承され 、JAしまねが出雲市の指定金融機関となったが、合併前の組織を継承した出雲地区本部と斐川地区本部の2本部で指定金融機関業務を管掌している。